# قائمة مطارات الأردن

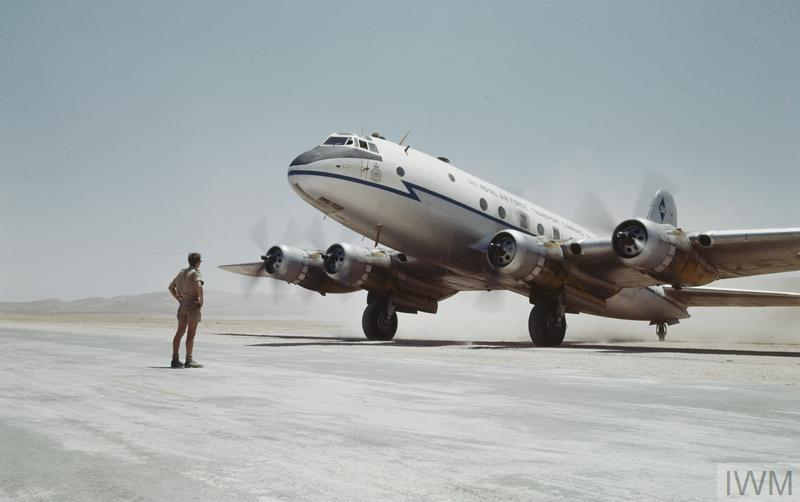
طائرة في سرب سلاح الجو الملكي البريطاني عام 1958 في أحدى مطارات الاردن.

فيما يلي قائمة مطارات الأردن مرتبة حسب الموقع.

## القائمة
تصل رموز الإيكاو لمنشورات معلومات الطيران من خلال (AIP) هيئة تنظيم الطيران المدني الأردني في الأردن.
| الموقع            | كود ICAO         | كود IATA         | اسم المطار                           |
| المطارات المدنية  | المطارات المدنية | المطارات المدنية | المطارات المدنية                     |
| ----------------- | ---------------- | ---------------- | ------------------------------------ |
| عمّان              | OJAI             | AMM              | مطار الملكة علياء الدولي             |
| عمّان              | OJAM             | ADJ              | مطار عمّان المدني (مطار ماركا الدولي) |
| العقبة            | OJAQ             | AQJ              | مطار الملك الحسين الدولي             |
| المطارات العسكرية |                  |                  |                                      |
| الجفر             | OJKF             | —                | قاعدة الملك فيصل الجوية              |
| الأزرق            | OJMS             | —                | قاعدة موفق السلطي الجوية             |
| المفرق            | OJMF             | OMF              | قاعدة الملك الحسين الجوية            |
| الرويشد           | OJRW             | —                | قاعدة H-4 الجوية                     |
| الصفاوي           | OJPH             | —                | قاعدة الأمير حسن الجوية              |
| الزرقاء           | OJKA             | —                | قاعدة الملك عبد الله الثاني الجوية   |

## روابط خارجية
- قوائم المطارات في الأردن:
  - خرائط
  - الميثاق العالمي للطيران
  - بيانات الطيران العالمي